# Denton (Nebraska)
Denton es una villa ubicada en el condado de Lancaster en el estado estadounidense de Nebraska. En el Censo de 2010 tenía una población de 190 habitantes y una densidad poblacional de 601,31 personas por km².

## Geografía
Denton se encuentra ubicada en las coordenadas 40°44′21″N 96°50′46″O / 40.73917, -96.84611. Según la Oficina del Censo de los Estados Unidos, Denton tiene una superficie total de 0.32 km², de la cual 0.32 km² corresponden a tierra firme y (0%) 0 km² es agua.

## Demografía
Según el censo de 2010, había 190 personas residiendo en Denton. La densidad de población era de 601,31 hab./km². De los 190 habitantes, Denton estaba compuesto por el 97.37% blancos, el 1.05% eran afroamericanos, el 0% eran amerindios, el 1.05% eran asiáticos, el 0% eran isleños del Pacífico, el 0% eran de otras razas y el 0.53% pertenecían a dos o más razas. Del total de la población el 1.58% eran hispanos o latinos de cualquier raza.